# رولاندو بوهول
رولاندو بوهول مواليد 25 ديسمبر 1965 في الفلبين، هو ملاكم محترف فلبيني يصنف ضمن فئة وزن الذبابة بدأ مسيرته الاحترافية سنة 1984. حقق بطولة الاتحاد الدولي للملاكمة.

## إحصائيات
خاض خلال مسيرته 52 نزالا، فاز في 34 وتعادل في 3 وخسر في 15. فاز بالضربة القاضية في 7 نزالا.

## روابط خارجية
- رولاندو بوهول على موقع بوكس ريك (الإنجليزية) (registration required)